# ألفونسو بيريز
ألفونسو بيريز مونوز (بالإسبانية: Alfonso Pérez)‏، من مواليد 26 سبتمبر 1972 في خيتافي في إسبانيا، لاعب كرة قدم إسباني سابق.
بدأ مسيرته الكروية مع نادي ريال مدريد في عام 1990، ولعب معهم حتى عام 1995، وشارك معهم في 88 مباراة وسجل 13 هدف، وفي عام 1995 انتقل إلى نادي ريال بيتيس الإسباني، ولعب معهم حتى عام 2000، وشارك معهم في 152 مباراة وسجل 57 هدف، وفي عام 2000 انتقل إلى نادي برشلونة، ولعب معهم حتى عام 2002، وقد شارك معهم في 21 مباراة وسجل هدفين، وفي فترة لعبه مع نادي برشلونة أعير إلى نادي مارسيليا في عام 2001، ولعب معهم 11 مباراة وسجل 4 أهداف، وفي عام 2002 عاد إلى نادي ريال بيتيس، ولعب معهم حتى عام 2005، وشارك في تلك الفترة في 45 مباراة وسجل 10 أهداف.
و قد لعب مع منتخب إسبانيا لكرة القدم 38 مباراة وسجل 11 هدف.

## مسيرته الكروية
لعب ألفونسو بيريز خلال مسيرته الاحترافية مع 5 أندية في ثمانية عشر موسمًا وسجل خلالها 91 هدفًا ضمن 333 مباراة. حيث فاز في موسمين بالكأس وفي موسم واحد بالدوري.
خاض ألفونسو بيريز مسيرته مع نادي ريال مدريد كاستيا في موسم 1989–90 ولمدة موسمين، مشاركًا في 15 مباراة سجل خلالها 3 أهداف. ثم انتقل إلى نادي ريال مدريد في موسم 1990–91 ليلعب معه خمسة مواسم، حيث شارك في 89 مباراة سجل خلالها 13 هدفًا. لينتقل بعدها إلى نادي ريال بيتيس في موسم 1995–96 في المرة الأولى ليلعب معه خمسة مواسم ثم في موسم 2002–03 واستمر معه طيلة ثلاثة مواسم، مشاركًا طوالها في 197 مباراة سجل خلالها 69 هدفًا. ثم انتقل إلى نادي برشلونة في موسم 2000–01 ولمدة موسمين، مشاركًا في 21 مباراة سجل خلالها هدفين. هذا وانتقل لاحقًا إلى نادي أولمبيك مارسيليا في موسم 2001–02 لمدة موسم واحد، مشاركًا في 11 مباراة سجل خلالها 4 أهداف.

## روابط خارجية
- ألفونسو بيريز على موقع الاتحاد الدولي (مؤرشف)  (الإنجليزية)
- ألفونسو بيريز على موقع الاتحاد الأوربي (الإنجليزية)
- ألفونسو بيريز على موقع رابطة كرة القدم الفرنسية للمحترفين (الإنجليزية)
- ألفونسو بيريز على موقع قاعدة بيانات كرة القدم.إي يو (الإنجليزية)
- ألفونسو بيريز على موقع ليكيب (الفرنسية)
- ألفونسو بيريز على موقع ناشيونال فوتبول تيمز (الإنجليزية)
- ألفونسو بيريز على موقع عالم كرة القدم.نت (الإنجليزية)
- ألفونسو بيريز على موقع أوليمبيديا (الإنجليزية)